# Mühlburger Tor

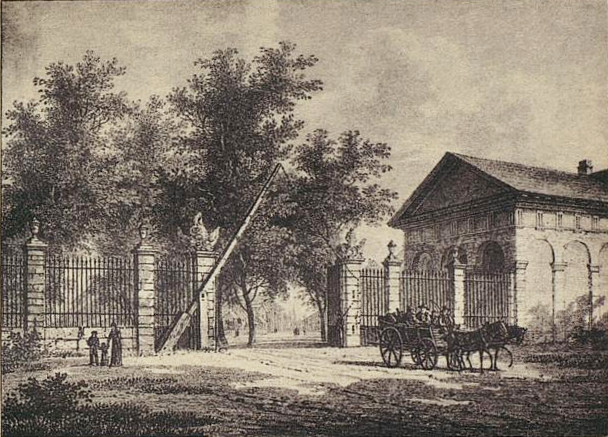
Das Mühlburger Tor im 19. Jahrhundert

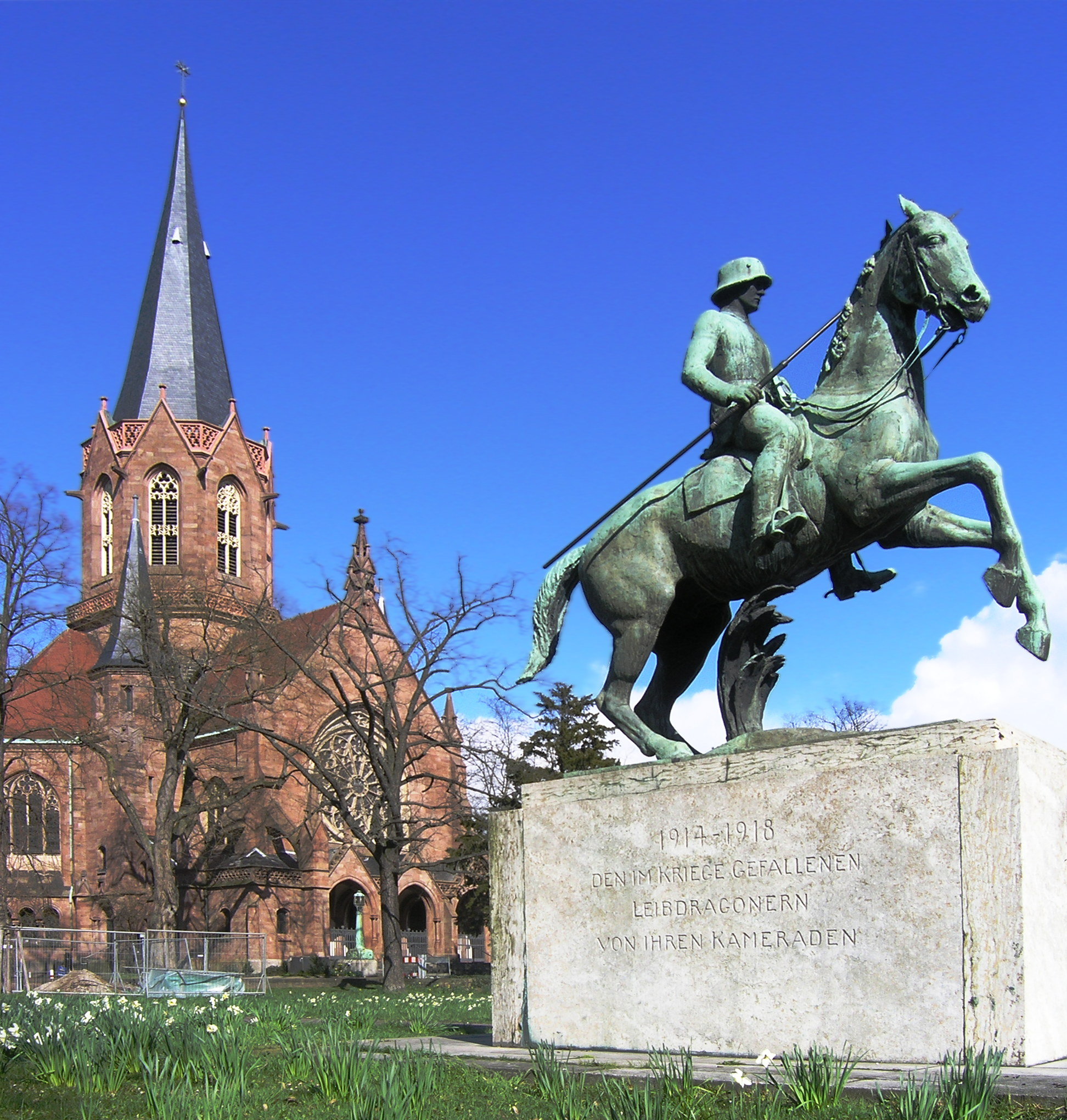
Christuskirche und Leibdragonerdenkmal am Mühlburger Tor

Mühlburger Tor ist ein verkehrsreicher Platz in der Weststadt von Karlsruhe. Er trägt seinen Namen nach einem von ehemals sechs Karlsruher Stadttoren. Der Architekt dieses Tores war Friedrich Weinbrenner, der auch für die Gestaltung des Ettlinger Tores verantwortlich zeichnete. 

## Geschichte

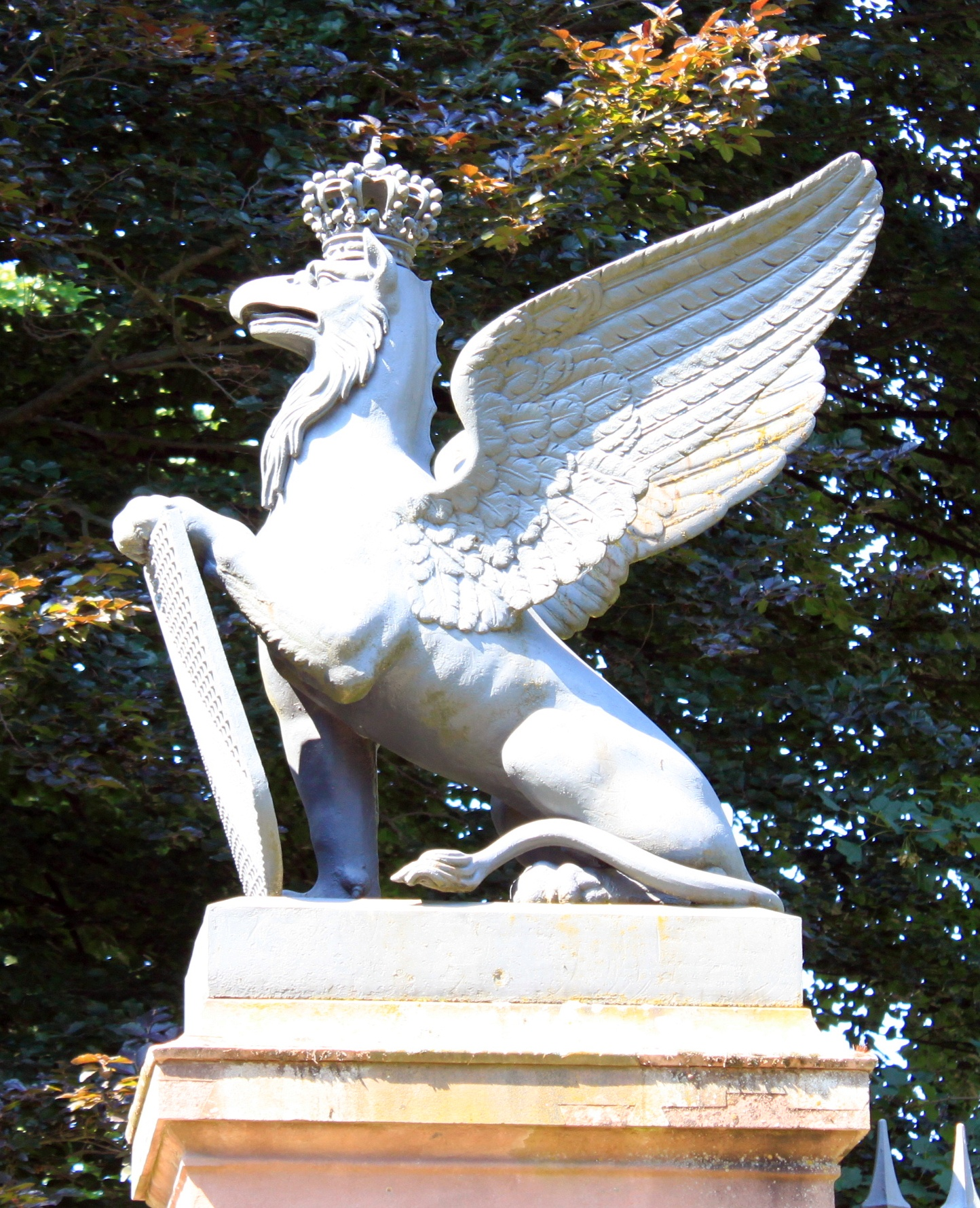
Eine der Greifskulpturen des ehemaligen Mühlburger Tores

Ursprünglich befand sich das Mühlburger Tor weiter östlich auf der damaligen „Langen Strasse“ (heute Kaiserstraße), zwischen den Kreuzungen mit der Waldstraße und der Karlstraße. Im Rahmen der Stadterweiterung nach 1806 wurde das Mühlburger Tor verschoben und in den Jahren 1817 bis 1821 am späteren Standort an der Kreuzung Kaiserstraße/Kaiserallee/Reinhold-Frank-Straße neu errichtet. Es bestand aus einem Torbogen und zwei klassizistisch gestalteten Wachhäusern. Das Tor markierte die westliche Grenze Karlsruhes zum Nachbarort Mühlburg, der heute ein Stadtteil von Karlsruhe ist. Das eigentliche Tor wurde bereits 1874 entfernt, um die damalige Straßenführung im Zuge größerer Umbaumaßnahmen zu verbreitern. Im Zweiten Weltkrieg wurde das Mühlburger Tor weitestgehend zerstört und danach nicht wieder aufgebaut. Die Toreinfassungen waren bereits zuvor entfernt worden und sind seit 1967 als Teil eines Tores zwischen Schlossgarten und Botanischem Garten zu sehen. Auf den Säulen befinden sich die markanten Skulpturen zweier Greife, die als Symbole für die damalige Selbstständigkeit des badischen Staates standen.
Von 1862 bis 1913 befand sich am Mühlburger Tor ein so benannter Bahnhof der Maxaubahn.

## Sonstiges
Am Mühlburger Tor befinden sich das Rathaus West, das Leibdragonerdenkmal sowie die Christuskirche. Auf dem benachbarten Kaiserplatz steht das Kaiser-Wilhelm-I.-Denkmal. Das Helmholtz-Gymnasium liegt nahe beim Mühlburger Tor in der Kaiserallee. Im Rahmen der Kombilösung entsteht am Mühlburger Tor eine Abfahrtsrampe zum Stadtbahntunnel unter der Kaiserstraße. Das Mühlburger Tor stellt heute die Grenze zwischen den beiden Karlsruher Stadtteilen Innenstadt und Weststadt dar und ist einer der verkehrsreichsten Knotenpunkte der Stadt.

## Karlsruher Stadttore
Karlsruhe besaß insgesamt sechs Stadttore. Außer dem Mühlburger Tor waren dies das Durlacher Tor, das Linkenheimer Tor, das Rüppurrer Tor, das Karlstor und das Ettlinger Tor. Keines der ehemaligen Stadttore ist erhalten. Man findet die Bezeichnungen der ehemaligen Gebäude aber noch in unterschiedlichen Erwähnungen wieder (z. B. Straßennamen, Haltestellen).